# 科帕山
9°16′S 77°31′W / 9.267°S 77.517°W

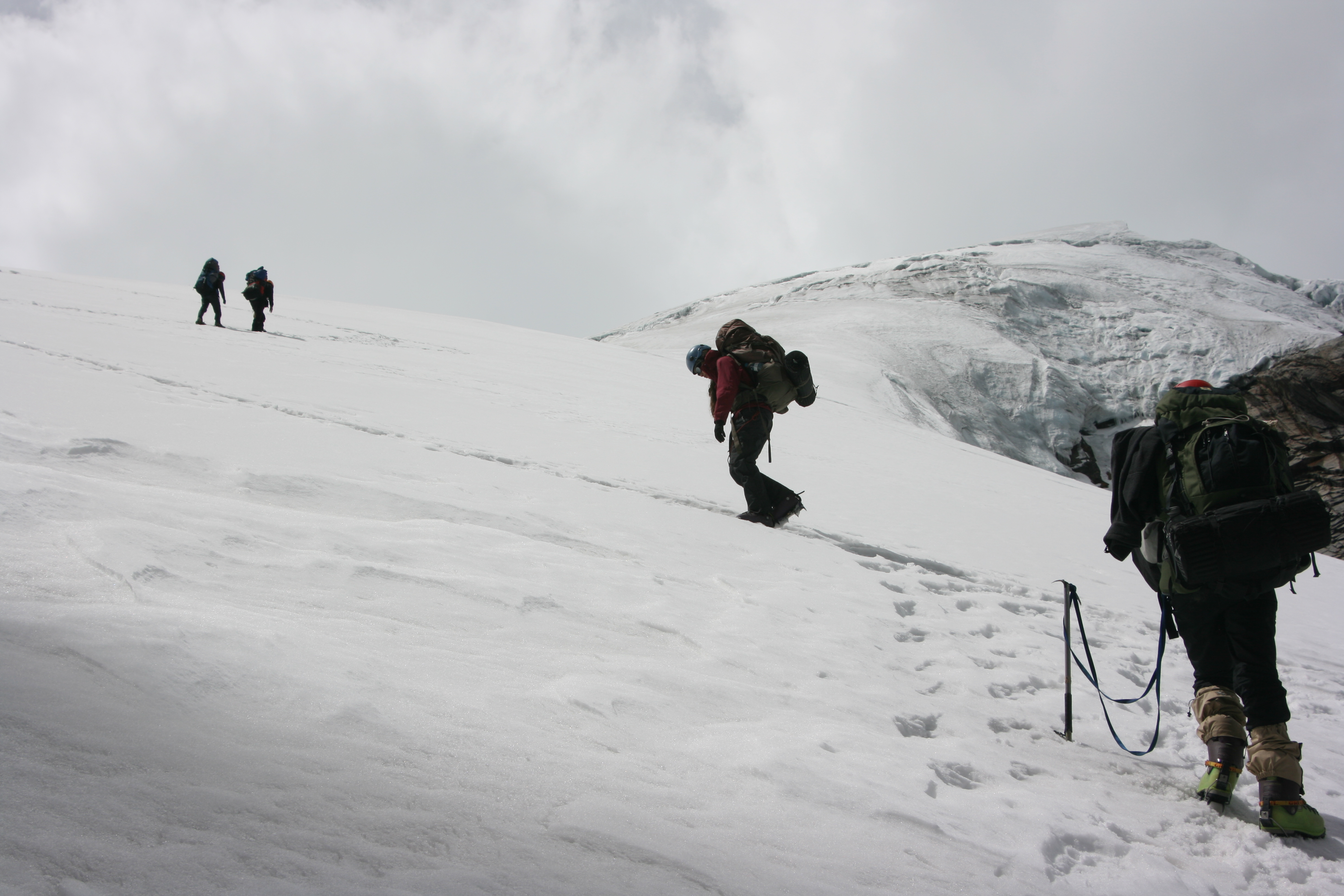

科帕山（西班牙語：Copa），是秘魯的山峰，位於該國北部安卡什大區，屬於安第斯山脈中布蘭卡山脈的一部分，海拔高度6,188米，人類在1932年首次登頂。